# Волынская, Валентина Александровна
Валентина Александровна Волынская (урождённая Самутина, род. 1 апреля 1937; пос. Чековский, Северная область, РСФСР, СССР — 25 мая 2011; Санкт-Петербург, Россия) — советский и российский историк, краевед и архивист. Заслуженный работник культуры Российской Федерации (1999), почётный архивист, почётный член культурно-просветительского общества «Норд» (2008).

## Биография
Родилась 1 апреля 1937 года в посёлке Чековский Вожегородского района Северной области.
Обучалась в Каргопольском педагогическом училище, которое окончила с красным дипломом в 1956 году. Также обучалась на историко-филологическом факультете Архангельского государственного педагогического института им. М. В. Ломоносова, который окончила в 1961 году. С 1961 года по 1963 год являлась преподавателем русского языка и истории в Кодинской средней школе.
С 1963 года по 1995 год работала в качестве заведующей отделом публикаций и использования документов в Государственном архиве Архангельской области. Являлась членом Северного отделения Археографической комиссии РАН, была одной из инициаторов и ответственных секретарей Архангельского отделения Российского общества историков-архивистов, являлась председателем секции документальных памятников Архангельского отделения Всероссийского общества охраны памятников истории и культуры, являлась председателем общественной комиссии по городской топонимике и памятникам мемориальным значения Архангельска и других. 
Автор множества статей и публикаций по истории Архангельского Севера, ответственный составитель сборников документов «Архангельская область в период восстановления народного хозяйства. 1921–1935 гг.» (1975), «Письма с фронта» (1989), являлась одним из авторов книг и сборников документов «Ленин и Север» (1969), «Декабристы на Севере» в соавторстве с Г. Г. Фруменковым (1986), «Летопись города Архангельска», 1584–1989» (1990) и других. 
Ушла из жизни 25 мая 2011 года в возрасте 74 лет в Санкт-Петербурге. Похоронена на Южном кладбище.

## Звания и награды
- Заслуженный работник культуры Российской Федерации (1999).
- Почётный архивист.
- Почётный член культурно-просветительского общества «Норд» (2008).
- Знак «Отличник архивного дела» (1988).
- Почётный знак Российского общества историков-архивистов (2010).